# 91 Karlsson rycker in
91 Karlsson rycker in är en svensk komedifilm från 1955 i regi av Arne Ragneborn.

## Handling
Mandel Karlsson tänker söka jobb hos ett teatersällskap, men det har lagt ned och han börjar i stället att arbeta på ett konditori som innehas av Gösta Axelsson. En dag får de båda en inkallelseorder och ska infinna sig på ortens militärförläggning. Det spökar på anläggningen och Mandel och Gösta ger sig en natt ut på spökjakt och träffar spöket...

## Roller (i urval)
| Curt "Minimal" Åström | – Mandel Karlsson, 91:an, skådespelare                             |
| Nils Hallberg         | – Gösta Axelsson, 87:an, bagare                                    |
| Iréne Söderblom       | – Elvira                                                           |
| Fritiof Billquist     | – korpral Revär                                                    |
| Gösta Bernhard        | – major Morgonkrök                                                 |
| John Norrman          | – överste Gyllenskalp                                              |
| Georg Adelly          | – amanuens Albert Vitamin                                          |
| Eva Laräng            | – Lydia, Morgonkröks dotter                                        |
| Gösta Krantz          | – korpral Ullstrand                                                |
| Stig Johanson         | – 55:an                                                            |
| Jan-Olof Rydqvist     | – 65:an                                                            |
| Alf Östlund           | – militärkock                                                      |
| Georg Skarstedt       | – bonde                                                            |
| Karl Richardson       | – mannen som river ner affischen till teaterpjäsen "Nyckelromanen" |

## Om filmen
Filmen premiärvisades 3 oktober 1955. Den spelades in vid Metronome Studios i Stocksund av Bengt Lindström. Som förlaga har man Rudolf Peterssons fiktiva person 91:an Karlsson som publicerades första gången i tidningen Allt för Alla 1932. 
Filmen producerades av bolaget Nordisk Tonefilm. Manus skrevs av Gösta Bernhard och Sven Paddock, baserat på Rudolf Peterssons seriefigur 91:an Karlsson.

## Musik i filmen
- Oa, oa, bua, kompositör Leon Landgren och Åke Gerhard, text Åke Gerhard, sång Gösta Bernhard, Nils Hallberg och Curt "Minimal" Åström
- Slippery Samba, kompositör Georges Cugaro, instrumental
- Sweet Memories, kompositör Eddy Reinwald, instrumental
- Valse Eleonora, kompositör D. Arendo, instrumental
- Tangokavaljeren (Jag viskar dig ömt om vackra drömmar som jag drömt), kompositör Jules Sylvain, text Åke Söderblom, sång Fritiof Billquist
- Trötte Per (Korpral Revär), kompositör Leon Landgren och Åke Gerhard, text Åke Gerhard, sång Curt "Minimal" Åström
- På tre man hand, kompositör och text Gösta Bernhard, sång Gösta Bernhard, Curt "Minimal" Åström, Iréne Söderblom och Nils Hallberg
- Ann-Caroline, kompositör Leon Landgren och Åke Gerhard, text Åke Gerhard, instrumental
- Guillaume Tell. uvertyr (Wilhelm Tell. uvertyr), kompositör Gioacchino Rossini, instrumental

## Mottagande
I tidningen Aftonbladet skriver man: "Roligare än så kan det knappast bli - åtminstone inte i den här genren. Publiken skrattade så att biografväggarna skakade."

## DVD
Filmen gavs ut på DVD 2016 av Studio S Entertainment.